# Ntoumba Minka
Ntoumba Minka Jean Claude, plus connu sous le nom de Ntoumba Minka, mort le 17 février 2020 à Paris, est un chanteur et bassiste camerounais.

## Biographie

### Enfance, éducation et débuts
Ntoumba Minka fait ses études au collège Noah de Mbalmayo et à Iftec de Yaoundé.
Dans les années 80, il rejoint l’orchestre national pour accompagner l’artiste Pierre Claver Zeng. Face à son échec dans l'intégration de l’orchestre de la Crtv, il décide de se rendre en Côte d’Ivoire.

### Carrière
Ntoumba Minka dépose ses valises à Abidjan. Il fait la rencontre de Meiway et devient son bassiste. Il va également travailler avec l'artiste congolais Awilo Longomba. Après trois années de collaboration, l’artiste décide de se rendre à Paris le 10 septembre 1990 où il est accueilli par le chanteur Guy Lobè et l’organiste Ernest Mvouama.

## Style musical et influences
Ntoumba Minka chante essentiellement en Bassa’a et en français. Sa technique de chant est ivoirienne et les textes ramenés à l'argot de Yaoundé, sa ville d’origine. Dans son lyrisme, y ressort un brin d'anticonformisme et une lutte anti-bourgeois avec une approche peu extrême et plus ironique.

## Discographie

### Singles
- 2011 :

### En concert
- 2008 :

### Collaborations
- 1992 :

### Mort (2018)

#### Circonstances
Ntoumba Minka meurt le 17 février 2020 à Paris, des suites de maladie.